# Phil Boersma
Pour les articles homonymes, voir Boersma.
Philip « Phil » Boersma (né le 24 septembre 1949 à Kirkby) est un joueur de football qui a joué pour Liverpool et Middlesbrough.

## Biographie
Phil Boersma commence sa carrière au Liverpool Football Club en signant son premier contrat en septembre 1968. Il fait ses débuts avec l'équipe première le 24 septembre 1969, rentrant pour remplacer Alun Evans lors d'une défaite en coupe de la Ligue contre Manchester City. La saison 1972-1973 est sa plus accomplie à Liverpool avec 13 buts en 31 rencontres toutes rencontres confondues, participer la victoire en Coupe UEFA. Il rejoint Middlesbrough contre une indemnité de 72 000 livres sterling. Il revient à Liverpool en 1991 comme assistant de Graeme Souness.

## Palmarès
- Championnat d'Angleterre de football : 1973
- Coupe UEFA : 1973
- Community Shield : 1974